# Henryk Jagodziński
Henryk Mieczysław Jagodziński (né le 1er janvier 1969) est un prêtre polonais de l'Église catholique qui travaille au service diplomatique du Saint-Siège.

## Biographie
Henryk Jagodziński est né à Małogoszcz, en Pologne, le 1er janvier 1969. Il étudie au séminaire théologique supérieur de Kielce. Il est ordonné prêtre du diocèse de Kielce le 3 juin 1995 par l'évêque Kazimierz Ryczan (de). Il est titulaire d'un diplôme en droit canonique. Il travaille en paroisse à Busko-Zdrój pendant deux ans et étudie ensuite à Rome, obtenant un doctorat en droit canonique à l'Université pontificale de la Sainte-Croix. Il étudie également à l'institut de formation des diplomates du Vatican, l'Académie pontificale ecclésiastique

## Carrière diplomatique
Il entre au service diplomatique du Saint-Siège le 1er juillet 2001. Ses premières affectations comprennent des missions dans les bureaux représentant le Saint-Siège en Biélorussie de 2001 à 2005, en Croatie de 2005 à 2008, dans la section des relations avec les États de la Secrétairerie d'État à Rome, et en Inde de 2015 à 2018, et en Bosnie-Herzégovine de 2018 à 2020,.
Le 3 mai 2020, le pape François le nomme archevêque titulaire de Limosano (de) et nonce apostolique au Ghana (en).
Le 16 avril 2024, le pape François le nomme nonce en Afrique du Sud et au Lesotho (en).
Le 19 juillet 2024, ses fonctions sont étendues à l'Eswatini (en) et à la Namibie (en),.
Le 20 août 2024, ses fonctions sont étendues pour inclure le Botswana